# Тебеньков, Леонид Александрович
Леонид Александрович Тебеньков - советский хозяйственный, государственный и политический деятель.

## Биография
Родился в 1913 году в Ижевске. Член ВКП(б).
С 1933 года - на хозяйственной, общественной и политической работе. В 1933-1966 гг. — сталевар, почетный металлург отрасли, бригадир комсомольской стахановской бригады металлургов во время Великой Отечественной войны, сталевар Ижевского металлургического завода, создатель на заводе школы скоростного сталеварения.
Избирался депутатом Верховного Совета СССР 2-го, 3-го, 4-го созывов.
Умер в Ижевске в 1979 году.